# 이관훈
이관훈(1980년 10월 20일 ~ )은 대한민국의 모델, 배우이다. 특전사 출신으로 5년간 직업 군인으로 복무하다가, 2004년 중사로 전역하였다.

## 연기 활동

### 드라마
- 2007년 KBS1 대하드라마 《대조영》 ... 매천(검의 심복) 역
- 2007년 OCN TV영화 《이브의 유혹 - 엔젤》 ... 이건우 역
- 2009년 MBC 대하드라마 《선덕여왕》... 백제 장군 구패 역
- 2010년 MBC 미니시리즈 《로드 넘버원》 ... 권진철 하사 역
- 2011년 tvN 미니시리즈 《로맨스가 필요해》 ... 서준이 역
- 2012년 tvN 미니시리즈 《인현왕후의 남자》 ... 자수 역
- 2012년 MBC 대하드라마 《마의》 ... 마도흠 역
- 2014년 KBS 수목드라마 《감격시대》 ... 광패 역
- 2015년 KBS 대하드라마 《징비록》 ... 신명철 역
- 2016년 네이버 TV 웹드라마 《리얼터》 ... 지현우 역
- 2016년 KBS 월화드라마 《화랑》 ... 현추 역
- 2017년 OCN 주말드라마 《보이스》 ... 목따기 역
- 2017년 OCN 주말드라마 《블랙》 ... 첸 역
- 2018년 KBS 일일연속극 《인형의 집》 ... 유신혁 역
- 2018년 tvN 토일드라마 《로맨스는 별책부록》 ... 이승진 역
- 2019년 SBS 수목드라마 《빅이슈》 ... 김선수 역
- 2019년 MBC 수목드라마 《신입사관 구해령》 ... 각쇠 역
- 2023년 SBS 《꽃선비 열애사》 ... 박 종사관 역

### 영화
- 2007년 《이브의 유혹 - 엔젤》 ... 이건우 역
- 2011년 《더 킥》 ... 석두 역
- 2013년 《드라이버》 ... 주연
- 2015년 《십이야: 깊고 붉은 열두 개의 밤 Chapter 1》 ... (드라이버) 인식 역
- 2017년 《귀신과 함께 춤을》 ... 동재 역
- 2019년 《봉오동 전투》 ... 척후기마병 역